# Chungcheongnam-do
Chungcheongnam-do o Chungcheong del Sud (hangul: 충청남도, hanja: 忠 清 南 道, romanització revisada: Chungcheongnam-do, McCune-Reischauer: Ch'ungch'ŏng-namdo) és una província de la part occidental de Corea del Sud. Es va crear el 1896 a partir de la meitat sud-oest de l'antiga província de Chungcheong. La seva capital és Hong sung, que està separada del nivell administratiu provincial, ja que constitueix una ciutat metropolitana.

## Geografia
La província forma part de la regió de Hosea, limitant a l'oest amb el mar Groc, al nord amb la província de Gyeonggi-do, al sud amb Jeolla del Nord i a l'est amb Chungcheong del Nord.

## Recursos
Un terç de la superfície de la província està conreat, també són importants la producció de sal, a la qual es dediquen 220 km² de costa, i la piscicultura.
També destaca la mineria, sobretot de carbó, a més, hi ha mines d'or, plata, monazita (un mineral amb tori i lantà) i zirconi.

## Atractius turístics
La muntanya Gyeryon, amb 845 metres d'altura, és el punt més alt de la província. Es troba en un parc nacional, destacat per les seves formacions rocoses i per la presència de temples antics. El 1978 es va crear el Parc Nacional Marí Taean, en què es troben algunes de les millors platges del país.

## Divisió administrativa
Chungcheong del Sud es divideix en 7 ciutats (Si o Shi) i 9 comtats (Gun). A continuació s'indiquen els noms en alfabet llatí, Hangul, i Hanja.

### Ciutats
- Asan (아산시, 牙山 市).
- Boryeong (보령시, 保 宁 市).
- Cheonan (천안시, 天 安 市).
- Gongju (공주시, 公 州市).
- Nonsan (논산시, 论 山 市).
- Seosan (서산시, 瑞 山 市).
- Gyeryong (계룡시, 鸡 龙 市).
- Dangjin (당진시, 唐津市).

### Comtats
- Comtat de Buyeo (부여군, 扶餘郡).
- Comtat de Cheongyang (청양군, 青陽郡).
- Comtat de Geumsan (금산군, 錦山郡).
- Comtat de Hongsung (홍성군, 洪城郡).
- Comtat de Seocheon (서천군, 舒川郡).
- Comtat de Taean (태안군, 泰安郡).
- Comtat de Yesan (예산군, 禮山郡).